# عبدالرزاق سمرقندی
کمال‌الدین عبدالرزاق سمرقندی (زادهٔ شعبان ۸۱۶ قمری در هرات، درگذشتهٔ ۸۸۷ قمری) از تاریخ‌نگاران سدهٔ نهم است. او به تحصیل علوم دینی پرداخت تا جایی که پس از مرگ پدرش مولانا جلال‌الدین اسحاق شرحی بر رسالهٔ عضدیه تألیف قاضی عضدالدین ایجی نگاشت. از نگاشته‌های عبدالرزاق سمرقندی می‌توان به مطلع سعدین و مجمع بحرین اشاره کرد.
پدر وی در دربار شاهرخ تیموری منصب قضاوت و پیش‌نمازی داشت، و گاهی در مجلس شاهرخ به توضیح مسائل و قرائت رساله‌ها نیز می‌پرداخت.

در لغت‌نامهٔ دهخدا دربارهٔ او چنین آمده‌است :
از طرف شاهرخ سفارت هند و گیلان یافت و به خدمت امیرزادگان مانند میرزا عبداللطیف و میرزا عبداﷲ و جز آن درآمده و عاقبت به خدمت سلطان ابوسعید پیوست. پس از آن زندگی انزوا اختیار کرد و در خانقاه شاهرخیه در هرات سمت شیخی یافت. وی به سال ۸۸۷ هَ.ق. در هرات درگذشت. (ازتاریخ ادبیات ادوارد برون ج ۳ ص ۴۸۰) (از رجال حبیب السیر ص ۱۷۲) (از سبک‌شناسی ج ۳ ص ۱۷۲، ۱۸۵، ۱۹۵).